# Étréchy (Marne)
Étréchy is een gemeente in het Franse departement Marne (regio Grand Est) en telt 122 inwoners (2005). De plaats maakt deel uit van het arrondissement Epernay.

## Geografie
De oppervlakte van Étréchy bedraagt 6,7 km², de bevolkingsdichtheid is 18,2 inwoners per km².
De onderstaande kaart toont de ligging van Étréchy (Marne) met de belangrijkste infrastructuur en aangrenzende gemeenten.

## Demografie
Onderstaande figuur toont het verloop van het inwonertal (bron: INSEE-tellingen).